# Клейтон Інс
Клейтон Інс (англ. Clayton Ince, нар. 13 липня 1972, Арима, Тринідад і Тобаго) — тринідадський футболіст, що грав на позиції воротаря.
Виступав, зокрема, за клуб «Кру Александра», а також національну збірну Тринідаду і Тобаго.

## Клубна кар'єра
Народився 13 липня 1972 року в місті Арима. Вихованець юнацьких команди футбольного клубу «Мейпл Клаб». Спочатку грав на позиції захисника, проте згодом став воротарем.
У дорослому футболі дебютував 1991 року виступами за команду клубу «Дефенс Форс», в якій провів вісім сезонів. 1997 року був визнаний найкращим футболістом Тринідаду і Тобаго.
Згодом з 1999 по 2011 рік грав у складі команд клубів «Кру Александра», «Данді», «Ковентрі Сіті», «Волсолл» та «Ма Пау».
Завершив професійну ігрову кар'єру у клубі «Т-енд-ТЕК», за команду якого виступав протягом 2011—2013 років.

## Виступи за збірну
1997 року дебютував в офіційних матчах у складі національної збірної Тринідаду і Тобаго. Протягом кар'єри у національній команді, яка тривала 14 років, провів у формі головної команди країни 79 матчів.
У складі збірної був учасником розіграшу Золотого кубка КОНКАКАФ 1998 року у США, розіграшу Золотого кубка КОНКАКАФ 2000 року у США, на якому команда здобула бронзові нагороди, розіграшу Золотого кубка КОНКАКАФ 2002 року у США, чемпіонату світу 2006 року у Німеччині.

## Титули і досягнення
- Переможець Карибського кубка: 2001